# 2. Tennis-Bundesliga (Herren 30) 2005
Die 2. Tennis-Bundesliga der Herren 30 wurde 2005 zum zweiten Mal ausgetragen. Sie wurde in die 2. Bundesliga Nord und Süd aufgeteilt, in der jeweils sieben Mannschaften um den Aufstieg in die Erstklassigkeit kämpften.
Die Spiele wurden im Zeitraum vom 5. Mai bis zum 26. Juni 2005 ausgetragen.

## Spieltage und Mannschaften
| Spieltage                                  |
| ------------------------------------------ |
| 1. Spieltag: Do., 5. Mai 2005, 11:00 Uhr   |
| 2. Spieltag: So., 8. Mai 2005, 11:00 Uhr   |
| 3. Spieltag: So., 22. Mai 2005, 11:00 Uhr  |
| 4. Spieltag: So., 5. Juni 2005, 11:00 Uhr  |
| 5. Spieltag: So., 12. Juni 2005, 11:00 Uhr |
| 6. Spieltag: So., 19. Juni 2005, 11:00 Uhr |
| 7. Spieltag: So., 26. Juni 2005, 11:00 Uhr |

| Mannschaften Nord                |
| -------------------------------- |
| DTV Hannover                     |
| HTC Blau-Weiß Krefeld            |
| KTHC Stadion Rot-Weiß Köln       |
| Marienburger SC Köln             |
| TC Grün-Gold Bensberg            |
| TG Alsterquelle Henstedt-Ulzburg |
| TV Schwafheim 1900               |

| Mannschaften Süd             |
| ---------------------------- |
| Eintracht Frankfurt          |
| Karlsruher ETV               |
| SKV Büttelborn               |
| TC Kempten                   |
| TC Noris Weiss-Blau Nürnberg |
| TC Rotenbühl Saarbrücken     |
| TSG Backnang 1925            |

## 2. Tennis-Bundesliga Herren 30 Nord

### Abschlusstabelle
|     | Mannschaft                       | Begegnungen | Punkte | Matches | Sätze  | Spiele  |
| --- | -------------------------------- | ----------- | ------ | ------- | ------ | ------- |
| 01. | DTV Hannover                     | 6           | 6:0    | 46:8    | 94:23  | 635:354 |
| 02. | Marienburger SC Köln             | 6           | 5:1    | 35:19   | 75:46  | 597:483 |
| 03. | KTHC Stadion Rot-Weiß Köln       | 6           | 3:3    | 29:25   | 69:55  | 578:522 |
| 04. | TV Schwafheim 1900               | 6           | 3:3    | 27:27   | 58:61  | 494:550 |
| 05. | TC Grün-Gold Bensberg            | 6           | 3:3    | 24:30   | 54:64  | 529:543 |
| 06. | HTC Blau-Weiß Krefeld            | 6           | 1:5    | 23:31   | 54:68  | 519:557 |
| 07. | TG Alsterquelle Henstedt-Ulzburg | 6           | 0:6    | 5:49    | 13:100 | 303:646 |

### Mannschaftskader
| Pos. | Name                 |
| ---- | -------------------- |
| 1    | Ingo Herzgerodt      |
| 2    | Arne Thoms           |
| 3    | Sascha Nensel        |
| 4    | Ingo Kroll           |
| 5    | Jens Peter           |
| 6    | Jörn Grunewald       |
| 7    | Lars Lampe           |
| 8    | Volker Bode          |
| 9    | Alexander Freiberger |
| 10   | Dirk Lampe           |
| 11   | Hans-Ralf Großkord   |
| 12   | Marcel Hufenreuter   |
| 13   |                      |
| 14   |                      |
| 15   |                      |
| 16   |                      |

| Pos. | Name                      |
| ---- | ------------------------- |
| 1    | Michael Tauson            |
| 2    | Harald Granow             |
| 3    | Michael Kirsten           |
| 4    | Armand Custers            |
| 5    | Lutz Mecking              |
| 6    | Rainer Bongarth           |
| 7    | Christoph Müller          |
| 8    | Dirk Hüschen              |
| 9    | Ashley David Mc Millan    |
| 10   | Bodo Kummer               |
| 11   | Marco Fischermanns        |
| 12   | Christian Müller-Goedecke |
| 13   | Andreas Pöllen            |
| 14   | Marc Holterbosch          |
| 15   |                           |
| 16   |                           |

| Pos. | Name                 |
| ---- | -------------------- |
| 1    | Torben Theine        |
| 2    | Dirk Leppen          |
| 3    | Stephan Frings       |
| 4    | Markus Hintermeier   |
| 5    | Thomas Röseler       |
| 6    | Torsten Salm         |
| 7    | Dominic Müller-Jäger |
| 8    | Alexander Lesch      |
| 9    | Ted Goehring         |
| 10   | Pascal Beij          |
| 11   | Erkan Hasan Soysal   |
| 12   |                      |
| 13   |                      |
| 14   |                      |
| 15   |                      |
| 16   |                      |

| Pos. | Name             |
| ---- | ---------------- |
| 1    | Andrea Spizzica  |
| 2    | Pietro Pennisi   |
| 3    | Andreas Ense     |
| 4    | Dirk Hortian     |
| 5    | Scott Gessner    |
| 6    | Marc Hansult     |
| 7    | Markus Neuhausen |
| 8    | Olaf Kühle       |
| 9    | Gisbert Pauli    |
| 10   | Markus Holthaus  |
| 11   | Lars Dähling     |
| 12   | Guido Steil      |
| 13   | Volker Bloch     |
| 14   | Wolfgang Meller  |
| 15   |                  |
| 16   |                  |

| Pos. | Name              |
| ---- | ----------------- |
| 1    | Radomír Vašek     |
| 2    | Roman Smotlak     |
| 3    | Tomáš Krupa       |
| 4    | Christoph Gohlke  |
| 5    | Chris Berger      |
| 6    | Oliver Klein      |
| 7    | Urban Philippek   |
| 8    | Martin Brütsch    |
| 9    | Heiner Philippek  |
| 10   | Thorsten Grüter   |
| 11   | Karsten Nitzschke |
| 12   | Marc Bonanni      |
| 13   |                   |
| 14   |                   |
| 15   |                   |
| 16   |                   |

| Pos. | Name               |
| ---- | ------------------ |
| 1    | Andreas Pattis     |
| 2    | Ralf Wollgast      |
| 3    | Andrew Evans       |
| 4    | Thorsten Motzkus   |
| 5    | Sven Beecken       |
| 6    | Tobias Martens     |
| 7    | Christian Ladehoff |
| 8    | Martin Busch       |
| 9    | Kay Schmidt        |
| 10   | Herwig Maurach     |
| 11   | Udo Mowinski       |
| 12   | Thomas Richter     |
| 13   | Eric Gottschalk    |
| 14   | Tim Dittrich       |
| 15   |                    |
| 16   |                    |

| Pos. | Name              |
| ---- | ----------------- |
| 1    | Guido van Rompaey |
| 2    | Mario Mertens     |
| 3    | Paul Dogger       |
| 4    | Thomas Hunsmann   |
| 5    | Peter Vogel       |
| 6    | Andras Nemes      |
| 7    | Dirk Schaper      |
| 8    | Andre Deininger   |
| 9    | Frank Schaper     |
| 10   | Roger Scheer      |
| 11   |                   |
| 12   |                   |
| 13   |                   |
| 14   |                   |
| 15   |                   |
| 16   |                   |

### Ergebnisse
Spielfreie Begegnungen werden nicht gelistet.
| Datum/Uhrzeit      | Heimmannschaft                   | Gastmannschaft                   | Matches | Sätze | Spiele  |
| ------------------ | -------------------------------- | -------------------------------- | ------- | ----- | ------- |
| Do. 5. Mai 11:00   | Marienburger SC Köln             | TC Grün-Gold Bensberg            | 6:3     | 12:6  | 93:62   |
| Do. 5. Mai 11:00   | TG Alsterquelle Henstedt-Ulzburg | HTC Blau-Weiß Krefeld            | 2:7     | 5:15  | 71:108  |
| Do. 5. Mai 11:00   | DTV Hannover                     | KTHC Stadion Rot-Weiß Köln       | 9:0     | 18:6  | 133:79  |
| So. 8. Mai 11:00   | KTHC Stadion Rot-Weiß Köln       | HTC Blau-Weiß Krefeld            | 5:4     | 12:10 | 108:99  |
| So. 8. Mai 11:00   | TG Alsterquelle Henstedt-Ulzburg | TV Schwafheim 1900               | 2:7     | 5:15  | 73:103  |
| So. 8. Mai 11:00   | DTV Hannover                     | TC Grün-Gold Bensberg            | 8:1     | 16:3  | 109:59  |
| So. 22. Mai 11:00  | Marienburger SC Köln             | TG Alsterquelle Henstedt-Ulzburg | 9:0     | 18:0  | 112:43  |
| So. 22. Mai 11:00  | TC Grün-Gold Bensberg            | KTHC Stadion Rot-Weiß Köln       | 5:4     | 11:9  | 107:81  |
| So. 22. Mai 11:00  | TV Schwafheim 1900               | DTV Hannover                     | 2:7     | 4:14  | 58:94   |
| So. 5. Juni 11:00  | HTC Blau-Weiß Krefeld            | DTV Hannover                     | 1:8     | 2:16  | 39:98   |
| So. 5. Juni 11:00  | TC Grün-Gold Bensberg            | TG Alsterquelle Henstedt-Ulzburg | 9:0     | 18:1  | 116:49  |
| So. 5. Juni 11:00  | TV Schwafheim 1900               | Marienburger SC Köln             | 3:6     | 8:13  | 80:106  |
| So. 12. Juni 11:00 | Marienburger SC Köln             | KTHC Stadion Rot-Weiß Köln       | 6:3     | 13:8  | 106:90  |
| So. 12. Juni 11:00 | TG Alsterquelle Henstedt-Ulzburg | DTV Hannover                     | 1:8     | 2:16  | 42:98   |
| So. 12. Juni 11:00 | TV Schwafheim 1900               | HTC Blau-Weiß Krefeld            | 6:3     | 12:7  | 86:72   |
| So. 19. Juni 11:00 | KTHC Stadion Rot-Weiß Köln       | TG Alsterquelle Henstedt-Ulzburg | 9:0     | 18:0  | 109:25  |
| So. 19. Juni 11:00 | HTC Blau-Weiß Krefeld            | Marienburger SC Köln             | 4:5     | 10:13 | 105:103 |
| So. 19. Juni 11:00 | TC Grün-Gold Bensberg            | TV Schwafheim 1900               | 1:8     | 6:16  | 94:115  |
| So. 26. Juni 11:00 | KTHC Stadion Rot-Weiß Köln       | TV Schwafheim 1900               | 8:1     | 16:3  | 111:52  |
| So. 26. Juni 11:00 | HTC Blau-Weiß Krefeld            | TC Grün-Gold Bensberg            | 4:5     | 10:10 | 96:91   |
| So. 26. Juni 11:00 | DTV Hannover                     | Marienburger SC Köln             | 6:3     | 14:6  | 103:77  |

## 2. Tennis-Bundesliga Herren 30 Süd

### Abschlusstabelle
|     | Mannschaft                   | Begegnungen | Punkte | Matches | Sätze | Spiele  |
| --- | ---------------------------- | ----------- | ------ | ------- | ----- | ------- |
| 01. | TSG Backnang 1925            | 6           | 5:1    | 45:9    | 94:27 | 673:423 |
| 02. | TC Noris Weiss-Blau Nürnberg | 6           | 5:1    | 41:13   | 89:36 | 654:452 |
| 03. | TC Rotenbühl Saarbrücken     | 6           | 4:2    | 36:18   | 78:39 | 602:464 |
| 04. | SKV Büttelborn               | 6           | 4:2    | 29:25   | 63:62 | 585:563 |
| 05. | Karlsruher ETV               | 6           | 2:4    | 18:36   | 45:76 | 473:595 |
| 06. | TC Kempten                   | 6           | 1:5    | 10:44   | 24:93 | 398:640 |
| 07. | Eintracht Frankfurt          | 6           | 0:6    | 10:44   | 32:92 | 423:671 |

### Mannschaftskader
| Pos. | Name             |
| ---- | ---------------- |
| 1    |                  |
| 2    |                  |
| 3    |                  |
| 4    |                  |
| 5    |                  |
| 6    |                  |
| 7    | Holger Falk      |
| 8    | Ralf Döbert      |
| 9    | Thomas Wurm      |
| 10   | Dirk Schreier    |
| 11   | Christian Wagner |
| 12   | Michael Otto     |
| 13   | Jochen Becker    |
| 14   | Jens Kirchner    |
| 15   |                  |
| 16   |                  |

| Pos. | Name                   |
| ---- | ---------------------- |
| 1    | Gabriel Eduardo Keymer |
| 2    | Alexander Beyer        |
| 3    | Philipp Schertel       |
| 4    | Christian Pöttinger    |
| 5    | Christopher Rummel     |
| 6    | Axel Schulze           |
| 7    | Philippe Scheurlen     |
| 8    | Arne Lehmann           |
| 9    | Marc-Alexander Lempart |
| 10   | Martin Sassenfeld      |
| 11   | Gregor Rummel          |
| 12   | Henning Neuendorff     |
| 13   | Oliver Klenert         |
| 14   | Marcus Ehlert          |
| 15   |                        |
| 16   |                        |

| Pos. | Name              |
| ---- | ----------------- |
| 1    | Ludek Vildman     |
| 2    | Falk Fraikin      |
| 3    | Daniel Döring     |
| 4    | Jochen Bredel     |
| 5    | Christian Seemann |
| 6    | Guido Göttsche    |
| 7    | Norman Schülein   |
| 8    | Markus Demmler    |
| 9    | Markus Jungermann |
| 10   | Thomas Winkelmann |
| 11   | Rainer Diekmann   |
| 12   | Ulf Bambach       |
| 13   | Rene Winkler      |
| 14   | Oliver Hausmann   |
| 15   |                   |
| 16   |                   |

| Pos. | Name                |
| ---- | ------------------- |
| 1    | Radek Kovacka       |
| 2    | Christian Bräckle   |
| 3    | Armin Meixner       |
| 4    | Marcus Steger       |
| 5    | Christian Lutz      |
| 6    | Gregor Rottenkolber |
| 7    | Alexander Rauch     |
| 8    | Rainer Vietz        |
| 9    | Klaus Hofmann       |
| 10   | Michael Blobner     |
| 11   |                     |
| 12   |                     |
| 13   |                     |
| 14   |                     |
| 15   |                     |
| 16   |                     |

| Pos. | Name                |
| ---- | ------------------- |
| 1    | Thomas Gollwitzer   |
| 2    | Matthias Müller     |
| 3    | Stephan Eggmayer    |
| 4    | Carsten Hübscher    |
| 5    | Christian Hübscher  |
| 6    | Ralph Schmücking    |
| 7    | Ingo Baresel        |
| 8    | Gerhard Weinfurtner |
| 9    | Dirk Jaspers        |
| 10   | Alexander Auer      |
| 11   | Werner Vogelhuber   |
| 12   | Rolf Müller         |
| 13   | Peter Schuster      |
| 14   | Tim Hosenfeldt      |
| 15   |                     |
| 16   |                     |

| Pos. | Name              |
| ---- | ----------------- |
| 1    | Patrik Kühnen     |
| 2    | Dirk Dier         |
| 3    | Christoph Schaal  |
| 4    | Torsten Klein     |
| 5    | Ralph Büdenbender |
| 6    | Dario Fiala       |
| 7    | Jacques Radoux    |
| 8    | Frank Weyland     |
| 9    | Bill Jenkins      |
| 10   |                   |
| 11   |                   |
| 12   |                   |
| 13   |                   |
| 14   |                   |
| 15   |                   |
| 16   |                   |

| Pos. | Name              |
| ---- | ----------------- |
| 1    | Sander Groen      |
| 2    | Daniel Fiala      |
| 3    | Michael Kocher    |
| 4    | Thomas Breuninger |
| 5    | Lars Vietense     |
| 6    | Michael Barth     |
| 7    | Martin Fortun     |
| 8    | Matthias Breucker |
| 9    | Thorsten Mattis   |
| 10   |                   |
| 11   |                   |
| 12   |                   |
| 13   |                   |
| 14   |                   |
| 15   |                   |
| 16   |                   |

### Ergebnisse
Spielfreie Begegnungen werden nicht gelistet.
| Datum/Uhrzeit      | Heimmannschaft               | Gastmannschaft               | Matches | Sätze | Spiele  |
| ------------------ | ---------------------------- | ---------------------------- | ------- | ----- | ------- |
| Do. 5. Mai 11:00   | Eintracht Frankfurt          | TSG Backnang 1925            | 0:9     | 2:18  | 62:122  |
| Do. 5. Mai 11:00   | TC Noris Weiss-Blau Nürnberg | SKV Büttelborn               | 6:3     | 15:7  | 113:84  |
| Do. 5. Mai 11:00   | TC Rotenbühl Saarbrücken     | TC Kempten                   | 9:0     | 18:0  | 110:49  |
| So. 8. Mai 11:00   | Eintracht Frankfurt          | SKV Büttelborn               | 2:7     | 8:15  | 94:127  |
| So. 8. Mai 11:00   | TSG Backnang 1925            | TC Kempten                   | 8:1     | 16:2  | 99:47   |
| So. 8. Mai 11:00   | TC Rotenbühl Saarbrücken     | Karlsruher ETV               | 8:1     | 16:3  | 109:68  |
| So. 22. Mai 11:00  | Karlsruher ETV               | TC Kempten                   | 8:1     | 17:4  | 120:76  |
| So. 22. Mai 11:00  | TC Noris Weiss-Blau Nürnberg | TSG Backnang 1925            | 2:7     | 8:16  | 104:125 |
| So. 22. Mai 11:00  | TC Rotenbühl Saarbrücken     | Eintracht Frankfurt          | 8:1     | 16:3  | 103:58  |
| So. 5. Juni 11:00  | SKV Büttelborn               | TC Rotenbühl Saarbrücken     | 5:4     | 10:11 | 85:95   |
| So. 5. Juni 11:00  | Karlsruher ETV               | TC Noris Weiss-Blau Nürnberg | 1:8     | 5:16  | 63:108  |
| So. 5. Juni 11:00  | TC Kempten                   | Eintracht Frankfurt          | 6:3     | 13:9  | 111:89  |
| So. 12. Juni 11:00 | SKV Büttelborn               | Karlsruher ETV               | 6:3     | 13:6  | 108:78  |
| So. 12. Juni 11:00 | TSG Backnang 1925            | TC Rotenbühl Saarbrücken     | 4:5     | 9:10  | 95:95   |
| So. 12. Juni 11:00 | TC Kempten                   | TC Noris Weiss-Blau Nürnberg | 0:9     | 0:18  | 51:111  |
| So. 19. Juni 11:00 | Eintracht Frankfurt          | TC Noris Weiss-Blau Nürnberg | 0:9     | 1:18  | 39:109  |
| So. 19. Juni 11:00 | TSG Backnang 1925            | Karlsruher ETV               | 9:0     | 18:2  | 113:45  |
| So. 19. Juni 11:00 | TC Kempten                   | SKV Büttelborn               | 2:7     | 5:15  | 64:111  |
| So. 26. Juni 11:00 | SKV Büttelborn               | TSG Backnang 1925            | 1:8     | 3:17  | 70:119  |
| So. 26. Juni 11:00 | Karlsruher ETV               | Eintracht Frankfurt          | 5:4     | 12:9  | 99:81   |
| So. 26. Juni 11:00 | TC Noris Weiss-Blau Nürnberg | TC Rotenbühl Saarbrücken     | 7:2     | 14:7  | 109:90  |